# Gouvernement Rabuka II
Mara VI Rabuka III
Le gouvernement Rabuka II est le gouvernement qui dirige les Fidji de juin 1992 à février 1994.
Ce gouvernement est le produit des élections législatives de 1992. À l'issue des deux coups d'État militaires de 1987, le colonel Sitiveni Rabuka avait formé un bref gouvernement militaire par intérim, puis avait confié le pouvoir à Ratu Kamisese Mara, chef du parti de l'Alliance et perdant des élections de 1987. Le gouvernement non-démocratique dirigé par Kamisese Mara de 1987 à 1992 inclut des militaires, dont le colonel Rabuka au poste de ministre de l'Intérieur.
Une nouvelle Constitution décidée en 1990 par le Grand Conseil des chefs accorde une majorité permanente des sièges au Parlement à la minorité autochtone de la population, et réserve aux autochtones les plus hautes fonctions de l'État. Cette Constitution est en vigueur pour la tenue des élections de 1992, qui produisent un parlement sans majorité. Le parti du colonel Rabuka, le Soqosoqo ni Vakavulewa ni Taukei (SVT), est la première force à la Chambre des représentants. Rejetant la possibilité d'une alliance avec le Parti nationaliste fidjien (extrême droite ethno-nationaliste autochtone), le SVT s'entend avec le Parti des électeurs généraux et avec un député rotumien indépendant pour disposer de la majorité absolue des sièges à la Chambre. Nommé Premier ministre le 2 juin, Rabuka forme le 3 juin le gouvernement de coalition suivant,, :
| Nom | Nom                                        | Nom | Fonctions | Parti                        | Remarques |
| --- | ------------------------------------------ | --- | --- | ---------------------------- | --------- |
|     | Sitiveni Rabuka                            |     | Premier ministre, Ministre de l'Immigration                                                                         | SVT                          |           |
|     | Filipe Bole                                |     | Vice-Premier ministre, Ministre des Affaires étrangères                                                             | SVT                          |           |
|     | Timoci Vesikula                            |     | Ministre des Affaires autochtones                                                                                   | SVT                          |           |
|     | Kelemedi Bulewa                            |     | Procureur général, Ministre de la Justice                                                                           | SVT                          |           |
|     | Paul Manueli                               |     | Ministre des Finances et de la Planification économique                                                             | sans étiquette               |           |
|     | Leo Smith                                  |     | Ministre de la Santé                                                                                                | Parti des électeurs généraux |           |
|     | Taufa Vakatale                             |     | Ministre de l'Éducation, des Sciences et des Technologies                                                           | SVT                          |           |
|     | Ratu Inoke Kubuabola                       |     | Ministre de la Jeunesse et des Sports, Ministre de l'Emploi                                                         | SVT                          |           |
|     | Ratu Ovini Bokini (en)                     |     | Ministre des Terres                                                                                                 | SVT                          |           |
|     | Koresi Matatolu                            |     | Ministre des Industries primaires                                                                                   | SVT                          |           |
|     | Harold Powell                              |     | Ministre du Commerce                                                                                                | Parti des électeurs généraux |           |
|     | Ratu Viliame Dreunimisimisi                |     | Ministre du Tourisme                                                                                                | SVT                          |           |
|     | Lieutenant-colonel Jonetani Kaukimoce (en) |     | Ministre du Logement                                                                                                | SVT                          |           |
|     | Militoni Leweniqila                        |     | Ministre de l'Environnement                                                                                         | SVT                          |           |
|     | Ratu Jo Nacola                             |     | Ministre de la Culture, Ministre de la Sécurité sociale, Ministre des Femmes, Ministre des Affaires multi-ethniques | SVT                          |           |
|     | Mesulame Narawa                            |     | Ministre de l'Énergie                                                                                               | SVT                          |           |
|     | Ilai Kuli                                  |     | Ministre de l'Information                                                                                           | SVT                          |           |

Au début de l'année 1994, Josevata Kamikamica, ayant défié sans succès Sitiveni Rabuka pour la direction du SVT, quitte le parti avec cinq autres députés. Le gouvernement n'a alors plus de majorité à la Chambre des représentants, qui rejette le budget, entraînant des élections anticipées.